# Шах-султан (дочь Мустафы III)
Шах-султан (тур. Şah Sultan; осман. شاہ سلطان‎; 21 апреля 1761 — 11 марта 1803) — дочь османского султана Мустафы III и Михришах-султан, родная сестра султана Селима III.

## Биография
Шах-султан родилась 21 апреля 1761 года в Стамбуле. Она была дочерью султана Мустафы III и его второй жены Михришах-султан. В 1764 году в возрасте трёх лет она была обручена с великим визирем Кёсе Бахиром Мустафой-паша. В следующем году он был отправлен в отставку и казнён по приказу Мустафы III.
В 1768 году в возрасте семи лет Шах-султан была обручена с Мехмедом Эмином-пашой, ставшим в том же году великим визирем. В 1769 году Мехмед Эмин-паша был отправлен в отставку и казнён по приказу её отца.
В 1778 году в возрасте 17 лет Шах-султан была выдана замуж за Сейида Мехмеда-пашу. Свадебная процессия сопровождала Шах-султан до дворца Чагалоглу, расположенного на улице Диваньолу. У супругов были две дочери, умершие в детстве, и Шах-султан удочерила дочь, имя которой не установлено.
Шах-султан скончалась 11 марта 1803 года в Стамбуле в возрасте 41 года из-за проблем со здоровьем. Она была похоронена в собственной тюрбе, расположенной в Эюпе.

## Благотворительность
Шах-султан известна строительством комплекса в Эйюпе, включающий в себя тюрбе, начальную школу, себиль и чешме. Мавзолей построен в 1800 году по проекту зодчего Ибрагима Ками-аги и выполнен в традиционном в то время стиле барокко. Стиль ампира используется в начальной школе, а стиль рококо использовался при строительстве себиля.